# Vaalserberg
Vaalserberg er en bakke med en højde på 322,4 m over NAP og det højeste punkt i den europæiske del af Holland. Vaalserberg ligger i provinsen Limburg ved Hollands syd-østligste punkt tæt på byen Vaals som det er opkaldt efter.
Da Hollands caribiske besiddelser blev gjort til en del af Kongeriget Nederlandene blev Vaalserbergs position som Hollands højeste punkt overtaget af Mount Scenery på Saba.

## Trelandehjørnet
Trelandsgrænsen mellem Tyskland, Belgien og Holland ligger på Vaalserberg, så den top kaldes Drielandenpunt ("trelandepunkt") på hollandsk, Dreiländereck ("trelandehjørne") på tysk og Trois Frontières ("tre grænser") på fransk.
Trelandehjørnet grænser på den belgiske side mod regionen Vallonien mod både det fransktalende område som udgør hovedparten af Vallonien, og et meget lille område med en tysktalende befolkning. Mellem 1830 og 1919 var toppen en firlandsgrænse idet Neutrale Moresnet som nu er en del af Belgiens tysksprogede område, også grænsede til Vaalserberg.
Den nuværende belgisk-tyske grænse er ikke den samme som Moresnets tidligere østgrænse mod Preussen, men går lidt længere mod øst. Så i alt fem forskellige grænser har mødtes i dette punkt, men aldrig mere end fire ad gangen, undtagen muligvis mellem 1917 og 1920 da grænsesituationen var uklar og omstridt.
Grænsehjørnet har gjort Vaalserberg til en velkendt turistattraktion i Holland med et 50 m højt udsigtstårn på den belgiske side (hollandsk: Boudewijntoren, fransk: Tour Baudouin, tysk: Balduin-Turm) som åbnede i 1994 som erstatning for et tidligere 33 m højt tårn bygget i 1970.

## Firgrænsevejen
Vejen som fører til Grænsehjørnet på den hollandske side hedder Viergrenzenweg ("firgrænsevej"), sikkert på grund af Moresnet. Navnene på vejene i Belgien (Route des Trois Bornes) og Tyskland (Dreiländerweg) refererer kun til tre. Ved vejen på den hollandske side er det 35 m høje udsigtstårn Wilhelminatoren med en restaurant og stier i skoven. Det nuværende tårn åbnede officielt 7. oktober 2011 og har elevator og glasgulv. Det første tårn på stedet var bygget i 1905 mens dronning Vilhelmine som det er opkaldt efter, regerede. Det andet tårn som var 20 m højt, åbnede 11. august 1951 og blev nedrevet i vinteren 2010-2011 på grund af dårlig tilstand og høje vedligeholdelsesudgifter.

## Landevejscykling
Vaalserberg bruges tit i landevejsløbet Amstel Gold Race hvor det bestiges midtvejs i løbet. Stigningen kaldes Drielandenpunt i løbets rutebeskrivelse og efterfølges af Gemmenich-stigningen.

## Galleri
- Trelandehjørnet omkring år 2000
- Trelandehjørnet set fra Boudewijntoren, april 2018
- Udsigtstårnet Boudewijntoren
- Mounument på Vaalserberg som markerer det højeste punkt i europæiske Holland
- En af flere betonstolper som markerer grænsen mellem Tyskland og Holland i skoven
- Det nuværende tårn Wilhelminatoren
- Det forrige Wilhelminatoren (1951-2010)